# Glenda Morejónová
Glenda Estefanía Morejónová Quiñónezová (* 30. května 2000 Ibarra) je ekvádorská sportovní chodkyně a stříbrná olympijská medailistka. 
Pochází z nemajetné rodiny – její matka prodává na trhu ovoce, otec po dokončení pedagogické školy nenašel práci a zůstal v domácnosti. K atletice ji přivedl trenér Giovan Delgado a chůzi se začala věnovat ve třinácti letech. Jejím prvním úspěchem byl titul juniorské mistryně Jižní Ameriky v chůzi na 5 km v roce 2016. O rok později vyhrála mistrovství světa v atletice do 17 let v Nairobi. Na mistrovství světa juniorů v atletice 2018 získala bronzovou medaili v chůzi na 10 000 metrů. Zúčastnila se mistrovství světa v chůzi družstev v roce 2018, kde obsadila druhé místo v kategorii juniorek. V roce 2019 vyhrála Gran Premio Cantones de A Coruña de Marcha, kde časem 1:25:29 vytvořila na dvacetikilometrové trati nový americký rekord a světový juniorský rekord. Startovala v závodě žen na 20 km na LOH 2020 v Tokiu, kde závod nedokončila. 
Na Juniorských panamerických hrách v roce 2021 zvítězila v závodě na 20 000 m. Na mistrovství světa v chůzi družstev v roce 2022 získala zlatou medaili na 35 km a na mistrovství světa v atletice 2022 obsadila v závodě na 20 km devatenácté místo. Na této trati vyhrála v říjnu 2022 Jihoamerické hry v Asunciónu. Na budapešťském mistrovství světa v atletice 2023 skončila v chůzi na 20 km šestá. Na panamerických hrách v roce 2023 vyhrála s Brianem Pintadem závod dvojic a byla druhá za Peruánkou Kimberly Garcíaovou na dvacetikilometrové trati žen. Na pařížské olympiádě v roce 2024 získala s Brianem Pintadem pro Ekvádor stříbrnou medaili ve štafetě smíšených dvojic, která zde měla olympijskou premiéru. Startovala také v závodě žen na 20 km, kde skončila šestá.